# David Edwards (musicus)
David Edwards (Shaw, 28 juni 1915 – Chicago, 29 augustus 2011) was een Amerikaanse Deltabluesgitarist en zanger uit Mississippi. Hij stond bekend als David "Honeyboy" Edwards of kortweg Honeyboy Edwards.
Edwards leerde gitaarspelen van zijn vader op een instrument dat hij voor acht dollar had gekocht. In de jaren dertig speelde hij met Tommy McClennan, Charley Patton en Robert Johnson. Naar eigen zeggen was hij aanwezig op de avond dat Robert Johnson vergiftigde whisky dronk en overleed. In de jaren veertig trok hij naar Chicago, waar hij speelde met onder anderen Little Walter.
In 2009 ging Edwards op tournee door Europa en de Verenigde Staten.
Hij won twee Grammy Awards: voor het beste bluesalbum (2008) en een oeuvre-prijs (2010).
Op 29 augustus 2011 zou hij 's avond hebben opgetreden in Millennium Park, ware het niet dat hij om 3 uur 's ochtends op 96-jarige leeftijd overleed aan hartproblemen.